# طوني فاضل
طوني فاضل (بالإنجليزية: Tony Fadell)‏ مهندس أمريكي لبناني في علم هندسة البرمجيات، وهو أحد مخترعي مشغل آي بود وهاتف آي فون، حصل على منصب نائب الرئيس الأول لأجهزة أي بود، في شركة أبل. انضم فاضل إلى شركة أبل في العام 2001، وترقي في منصبه ليصبح مدير قسم iPod في العام 2006، وقد عمل جنبًا إلى جنب طوال تلك الفترة مع ستيف جوبز على تطوير كافة منتجات الشركة. تخرج طوني فاضل من جامعة ميتشيغان ويحمل شهادة بكالوريوس في هندسة الحاسوب. استقال من شركة أبل في 2010 وشارك في تأسيس شركة خاصة.
ويُعرف فاضل أيضاً بأنه المخترع الشريك لجهاز الآيفون، وذلك بسبب عمله على الأجيال الثلاثة الأولى من هذا الجهاز. وفي شهر أيار من عام 2010، اشترك في تأسيس شركة Nest Labs، والتي أصدرت أول منتج لها، وهو ترموستات Nest، في تشرين الأول من عام 2011. استحوذت شركة غوغل على شركة Nest في كانون الثاني عام 2014 مقابل 3.2 مليار دولار. واستقال فاضل من شركة غوغل في حزيران من عام 2016. وهو الآن رئيس شركة Future Shape، وهي شركة استثمار عالمية تعمل على تدريب أكثر من 200 مبتدئ.

## تعليمه وحياته المبكرة
ولد فاضل لأب لبناني وأم روسية بولندية. كان والده مدير مبيعات في شركة Levi Strauss and Co. تخرج فاضل من مدرسة Grosse Pointe South الثانوية في ميشيغان، وتخرج من جامعة ميشيغان حاملاً شهادة بكالوريوس في علوم الحاسوب عام 1991 [6]. وأثناء دراسته في جامعة ميشيغان، كان المدير التنفيذي لشركة Constructive Instruments التي كانت تسوّق برامج إنشاء الوسائط المتعددة للأطفال.

## سيرته المهنية
عمل فاضل بعد تخرجه من الجامعة مع شركات عديدة، كـ (سوني وفيليبس وتوشيبا) وشركات الإلكترونيات الأخرى لتطوير خط من هواتف الاتصال الشخصية المحمولة. وبدأ في عام 199 عملاً بصفته مهندس التقنيات التشخيصية، حيث كان مسؤولاً عن تطوير وترقية عددٍ من التقنيات والأجهزة، من ضمنها Sony Magic Link وMotorola Envoy، وكلاهما جزء من منصة Magic.

### شركة فيليبس للإلكترونيات
في عام 1995، قامت شركة فيليبس Philips بتوظيف فاضل لديها، حيث اشترك في تأسيس مجموعة حوسبة النقال، كما شغل منصب مدير التكنولوجيا التنفيذي، وكان مدير الهندسة. حيث قام بتطوير مجموعة من الخدمات المحمولة التي تعتمد على نظام تشغيل ويندوز سي إي Windows CE.
في شهر أيلول من عام 1999، أنشأ فاضل شركته الخاصة والتي كانت تُدعى Fuse (فيوز) لإنشاء شركة مشابهة لشركة Dell، لكنها مختصة بإلكترونيات المستهلكين. فمثلاً، إحدى الأجهزة التي خطط فاضل لتصميمها هي مشغل موسيقى أساسه قرص صلب صغير، ويحوي متجراً للموسيقى متوفر على شبكة الإنترنت. فشلت شركة (فيوز)، لكن فاضل بدأ بتطوير وترقية منتجات لشركات أخرى، فكانت شركة RealNetworks أول خيار يفكر فيه، وذلك عام 2000، لكنه غادر الشركة بعد ستة أسابيع فقط.

### شركة آبل
بدأ فاضل العمل لدى شركة آبل في شباط من عام 2001، حيث تعاقدت الشركة معه لتصميم جهاز الآيبود، وتخطيط إستراتيجية الشركة في مجال المنتجات الصوتية. لذا، حصل تصميمه القديم، مشغل الموسيقى المدمج مع قرص صلب صغير ومتجر على الشبكة، على اهتمام ستيف جوبز. وفي تلك الفترة، ابتكر فاضل مبدأ جهاز الآيبود، والتصميم البدائي له. ثم عينته شركة آبل لتجميع وتشغيل أجهزة الآيبود خاصتها في شهر نيسان من عام 2001. ثم أوكلت إليه مهمة الإشراف على تصميم وإنتاج أجهزة آيبود وآيسايت iSight. وترقى فاضل إلى منصب نائب رئيس مهندسي الآيبود عام 2004، ثم أعلنت شركة آبل في الرابع عشر من شهر تشرين الأول عام 2005 أن فاضل سيحصل على منصب نائب رئيس قسم الآيبود، خلفاً لزميله المتقاعد جون روبنستين، في الحادي والثلاثين من شهر أيار عام 2006. وفي الثالث من شهر تشرين الثاني عام 2008، أعلنت صحيفة وول ستريت جورنال عن قيام فاضل بمغادرة شركة آبل.

### شركة Nest Labs
عندما كان فاضل يبني منزله الموفر للطاقة قرب بحيرة تاهو في كاليفورنيا، حاول الرجل أن يبحث عن ترموستات (منظم الحرارة)، ففوجئ وذُهل بمحدودية المنتجات المتوفرة وثمنها الباهظ والمحاسن القليلة التي توفرها من ناحية توفير الطاقة. وبعد أن غادر طوني فاضل شركة آبل، أمضى بعض الوقت وهو يجوب العالم، وبذلك اكتشف أن مشكلة توفير الطاقة التي عانى منها في منزله هي مشكلة شائعة في كل مكان تقريباً.
نشأت فكرة شركة Nest عندما كان فاضل يعيش في باريس. حيث قام بإعادة تصميم الترموستات التقليدي، بمشاركة زميله السابق في شركة آبل، مات روجرز. وفي شهر أيار من عام 2010، أنشأ فاضل وروجرز شركة Nest Labs في باو ألتو في كاليفورنيا.